# Hyundai Motor Group

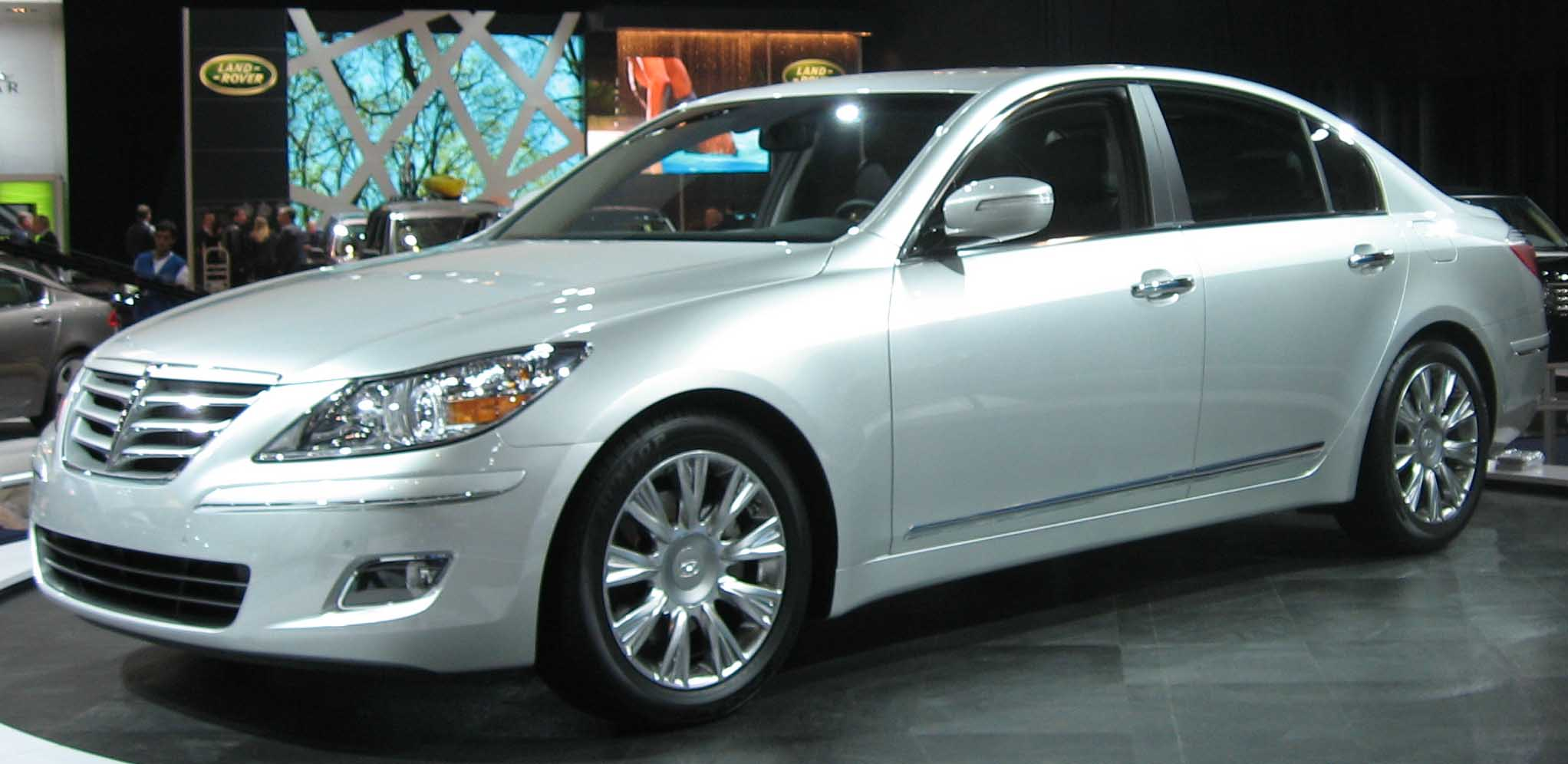
Hyundai Genesis.

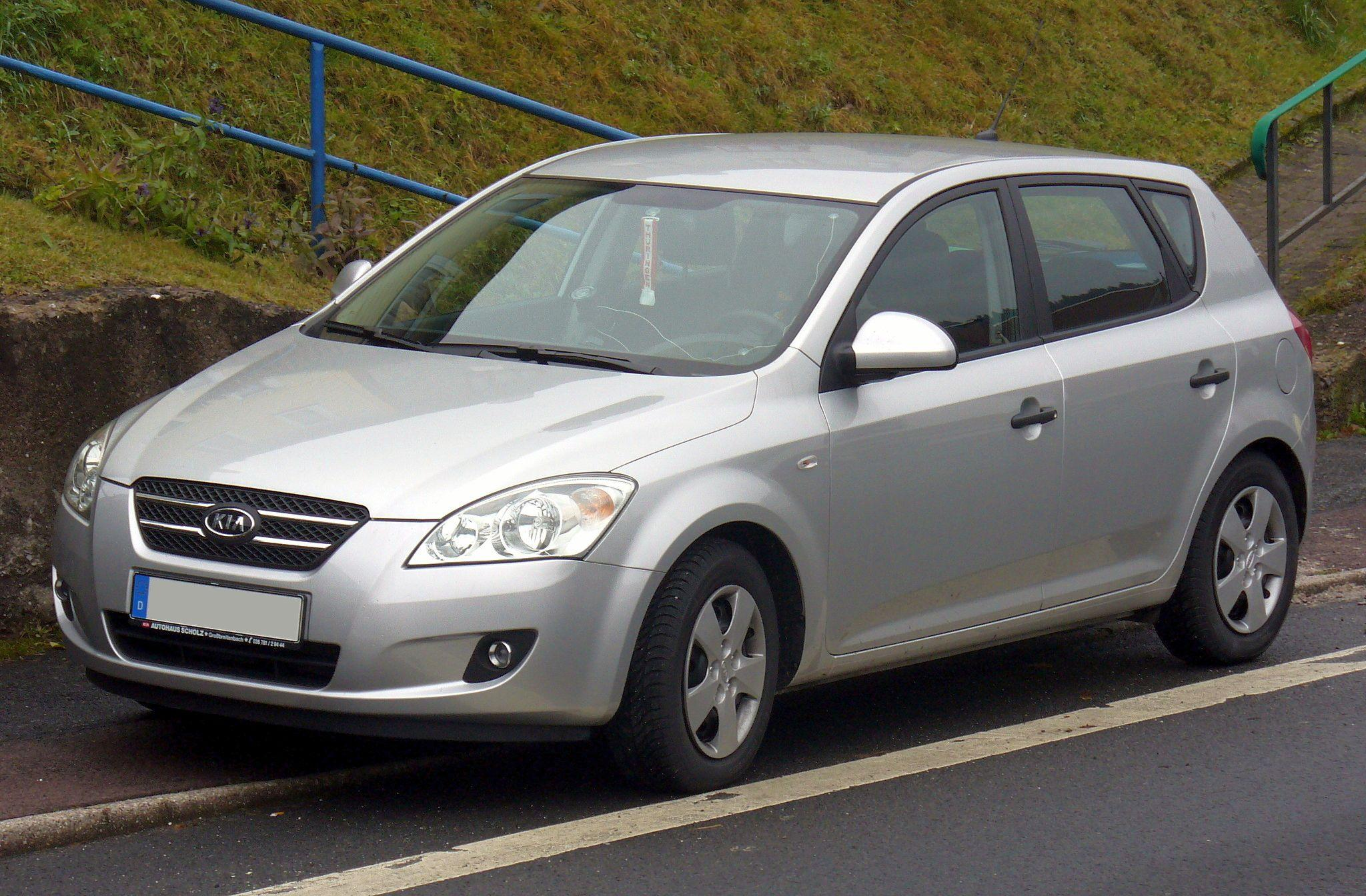
Kia Cee'd.

Hyundai Motor Group (en coreano: 현대자동차 그룹) es el mayor fabricante de automóviles de Corea del Sur, el segundo mayor fabricante de automóviles en Asia después de Toyota y durante el primer semestre de 2009 el cuarto mayor fabricante de automóviles del mundo tras Toyota, General Motors y Volkswagen. La sociedad se constituyó con la compra del 52% de Kia Motors, la segunda mayor compañía de automóviles de Corea del Sur, por parte de Hyundai Motor Company en 1999.
Hyundai Kia Automotive Group también se refiere al grupo de empresas afiliadas entre sí por acuerdos de participación en el complejo, con Hyundai Motor Company considerado como el representante de facto del Grupo. Es el segundo chaebol más grande de Corea del Sur o grupo de empresas después de Samsung y del anteriormente citado Hyundai Motor Group dentro de este se encuentra Genesis Motors que es la división de vehículos de lujo del fabricante de automóviles surcoreano.